# 蒂娜雪
蒂娜雪·乔根森·卡钦韦（英語：Tinashe Jorgenson Kachingwe；1993年2月6日—），美国女歌手、词曲作家、唱片制作人、舞者、演员和前模特兒。

## 早年生活
蒂娜雪·喬治森·坎瑟威于1993年6月出生在肯塔基州列克星敦，是大学教授麥克（Michael）和艾咪·坎瑟威（Aimie Kachingwe）的第一個孩子。蒂娜雪的父亲在波莫納加州州立理工大學表演系擔任教授，也是第一代辛巴威紹納人的移民，而她的母亲是擁有丹麦、挪威和立陶宛血統的混血兒，在加利福尼亚州立大学北嶺分校教授物理治疗；她的父母在爱荷华大学读大學的时候相遇并戀愛。 
「Tinashe」的名称在绍纳语中意味着「我们与上帝同在」，她有两个弟弟杜蘭尼（Thulani）和卡賽（Kudzai）。卡賽就读高中时，杜蘭尼已在圣地亚哥州立大学入学；8歲時，蒂娜雪全家搬到加利福尼亚州洛杉矶市，她在克雷森塔山谷高中就读一年，之后便開始全职的音乐事业。

## 演藝生涯
蒂娜雪在三岁時开始娱乐生涯，进行模特活动；四岁开始学习芭蕾舞、踢踏舞、爵士舞，直到她18岁為止。在2000年的电视电影《Cora毫无顾忌》中，蒂娜雪首次參演戲劇，2004年出现在卖座的电影《极地特快》中与演员汤姆·汉克斯一起擔任女主角的动作捕捉。从2008年到2009年，蒂娜雪在情境喜剧《好汉两个半》扮演西莱斯特、杰克的女友。
2012年，蒂娜雪发行两张备受赞誉的混音带《In Case We Die》和《Reverie》，这两张作品是在她家中的录音室创作的。发行混音带之后，蒂娜雪与RCA 唱片签署唱片合约，之后又发行自己的第三张混音带《Black Water》。在此之中，她的正式出道单曲《2 On》在节奏电台榜夺冠，Billborad Hot 100上夺得第24名；而她的出道录音室专辑《Aquarius》在2014年发行，音乐评论家认为是一个新人女性歌手多年来最“坚实”的出道作之一。在2014年，蒂娜雪被Soul Train Award提名，2015年再Bet Award提名为最佳新人。2016年11月4日，蒂娜雪发行一张数字专辑和短片《Nightride》，说明是在过去两年的作品以及即将到来的第二张录音室专辑《Joyride》。

## 音乐作品列表
- 水瓶座 (2014)
- Nightride (2016)
- 玩樂至上 (2018)
- Songs for You (2019)
- Comfort&Joy (2020)
- 333  (2021)

## 巡演列表
个人巡演
- 水瓶座巡演 (2014–15)
- 兜风世界巡演 (2016)[10]

开场嘉宾
- 妮琪·米娜的 粉印巡演 (2015)
- 凱蒂·佩芮's 超炫光世界巡回演唱会 (2015)

## 奖项与提名
| 年份 | 奖项                  | 类别                      | Work                                                    | 结果 |
| ---- | --------------------- | ------------------------- | ------------------------------------------------------- | ---- |
| 2014 | 灵魂列车音乐奖        | 最佳舞曲表演              | "2 On" featuring Schoolboy Q                            | 提名 |
| 2015 | YouTube音乐奖         | 50 artists to watch       | 她自己                                                  | 獲獎 |
| 2015 | BET音乐奖             | 最佳新人歌手              | 她自己                                                  | 提名 |
| 2015 | BMI R&B/Hip-Hop音乐奖 | 最受欢迎的R&B/Hip-Hop歌曲 | "2 On"                                                  | 獲獎 |
| 2015 | 灵魂列车音乐奖        | 最佳新人歌手              | 她自己                                                  | 提名 |
| 2016 | Ivor Novello音乐奖    | 最佳当代歌曲              | "All My Friends" (with Snakehips and Chance the Rapper) | 獲獎 |